# Савиньи-су-Мален
Савиньи́-су-Мале́н (фр. Savigny-sous-Mâlain) — коммуна во Франции, находится в регионе Бургундия. Департамент коммуны — Кот-д’Ор. Входит в состав кантона Сомбернон. Округ коммуны — Дижон.
Код INSEE коммуны — 21592.

## Население
Население коммуны на 2010 год составляло 195 человек.
| 1962 | 1968 | 1975 | 1982 | 1990 | 1999 | 2010 |
| ---- | ---- | ---- | ---- | ---- | ---- | ---- |
| 153  | 136  | 136  | 139  | 168  | 202  | 195  |

## Экономика
В 2010 году среди 130 человек трудоспособного возраста (15—64 лет) 105 были экономически активными, 25 — неактивными (показатель активности — 80,8 %, в 1999 году было 74,0 %). Из 105 активных жителей работали 101 человек (54 мужчины и 47 женщин), безработных было 4 (3 мужчин и 1 женщина). Среди 25 неактивных 7 человек были учениками или студентами, 10 — пенсионерами, 8 были неактивными по другим причинам.